# Eugen Hadamovsky
Eugen Hadamovsky, né le 14 décembre 1904 à Berlin et mort le 1er mars 1945, est un producteur de radio, qui a notamment travaillé pour le Troisième Reich. Entre 1933 et 1945, il est directeur des émissions du Reich sur la Großdeutscher Rundfunk.

## Sources
- (en) Cet article est partiellement ou en totalité issu de l’article de Wikipédia en anglais intitulé « Eugen Hadamovsky » (voir la liste des auteurs).